# Isälvsleden
Isälvsleden är en vandringsled i Vindelns kommun.
Leden, som är 60 kilometer lång, går från Vindeln till Åmsele och passerar genom ett dramatiskt landskap med skog, sjöar och höga åsar som formats av inlandsisen. En stor del av leden går genom Ekopark Skatan.